# Вилайет Диярбекир
Вилайет Диярбекир (тур. Vilâyet-i Diyâr-ı Bekr), также Эялет Курдистан (тур. Eyâlet-i Kurdistan) — один из шести армянских вилайетов Османской империи, созданный в 1867 году.

## История
В 1867 или 1868 году Мамурет-уль-Азиз и Эялет Курдистан были объединены в вилайет Диярбекир. 

### Эялет Курдистан
Провинция Курдистан (тур. Eyâlet-i Kurdistan) была создана в Османской империи после подавления восстания Бедер-хан бея, эмира Бохтана, в 1847 году. 14 декабря 1847 года газета Османского государства — Takvim-i Vekayi — передала официальное извещение о создании «провинции Курдистан», с центром в городе Диярбекир. Здесь поначалу сохранялись полу-независимые армянские княжества Исаян и Савур.
В 1864 году, вслед за изменением структуры провинции, было изменено и название — провинция (вилайет) Диярбекир.
В 1879—1880 годах из состава вилайета Диярбекир был выделен вилайет Мамурет-уль-Азиз.
В XIX—XX веках османские власти часто заточали в Диярбекирские тюрьмы деятелей болгарского национально-освободительного движения (в том числе более 300 членов ВМОРО).
1—3 ноября 1895 года, при султане Абдул-Гамиде II, турки устроили в провинции и её главном городе резню армян и ассирийцев. В резне и грабежах активно участвовали полиция и аскеры. Погибло 3000, ранено было 1500 человек. До основания было разрушено 2 пригородных армянских села. Часть армян, прибегнув к самообороне, сумела отбросить фанатичную мусульманскую толпу. Несколько тысяч человек нашли убежище во французском консульстве, католических церквях. Ассирийцам удалось защитить неприкосновенность своих храмов, в них укрывались как ассирийцы, так и армяне.
В 1907 году провинцию Диярбекир посетил выдающийся русский геополитик Р. И. Термен.
В 1908—1909 годах Диярбекирское отделение партии «Единение и прогресс» возглавлял местный туркмен Зия Гёкальп — будущий заместитель министра внутренних дел Талаат-паши.
Кемалисты установили контроль над Диярбекиром в 1923 году, одержав победу над французами. Регион вошёл в состав республики Турция. В 1937 году Ататюрк лично посетил Диярбекир после очередного конфликта с местными курдами. И распорядился заменить популярное у курдов имя города Диярбекир на созвучное Диярбакыр (от турецкого слова «bakır» — «медь»).

## Административное деление
Административное деление Диярбекирского вилайета: 
1. Санджак Диярбекир — 5 каз: Диярбакыр, Личе, Сильван, Дерик, Бешири.
2. Санджак Мардин — 5 (или 6) каз: Мардин, Джизре, Мидьят, Савур, Нусайбин и, возможно, Силопи.
3. Санджак Эргани — 2 казы: Маден, Палу.
4. Санджак Сиверек (отделился от Диярбекира в 1907 году) — 3 казы: Сиверек, Чермик, Вираншехир.

## Население
О населении города Диярбекир в XVII веке:
«В целом в провинции курды бесспорно составляли крупнейшую из этих (курды, тюрки, арабы) групп населения, за исключением самого города Диярбекира, в котором значительную часть, возможно, даже большинство населения составляли тюрки».
В начале ХХ века вилайет Диярбекир имел площадь 46 810 км. Согласно предварительных результатов первой османской переписи 1885 года (опубликованной в 1908 году) численность населения составила 471 462 человека. Точность данных о численности населения варьируется от «приблизительной» до «чисто предположительной» в зависимости от региона, из которого они были собраны 
Согласно Константинопольскому патриархату Армянской апостольской церкви, на 1912 год в городе Диярбекире и близлежащих сёлах, проживало 296 000 человек, из которых армяне — 105 000 (35,5 %).
В результате организованного властями Османской империи (прежде всего — Талаатом и Гёкальпом) (геноцида армян и геноцида ассирийцев, всё христианское население было уничтожено или депортировано. Уничтожив в июне 1915 г. наиболее влиятельных представителей армянской общины, турецкие власти к октябрю того же года угнали в Рас-ул-Айн и истребили подавляющее большинство местных армян.